# Ratto delle Sabine (Poussin)
La denominazione Ratto delle Sabine si riferisce a due dipinti realizzati da Nicolas Poussin, aventi come soggetto un episodio tratto dalle Vite Parallele di Plutarco: nello specifico, si tratta del momento in cui i Romani rapiscono con l'inganno le Sabine, per sposarle e garantirsi una discendenza. La prima versione, dipinta a Roma tra il 1634 e il 1635 è attualmente conservata al Metropolitan Museum of Art di New York. La seconda, invece, degli anni 1637-1638, è esposta al Museo del Louvre di Parigi: quest'ultima mostra che il tema scelto non è stato esaurito dall'artista nella prima tela, anche se taluni dei personaggi principali sono identici.

## Storia e descrizione

### Soggetto
Il dipinto raffigura Romolo, a sinistra, mentre dà il segnale per il rapimento delle Sabine. La sua posa deriva direttamente dalla statuaria tipica della Roma imperiale, che Poussin aveva potuto osservare nel suo soggiorno romano. La composizione è particolarmente drammatica in entrambe le tele e riflette la tensione dell'episodio. I personaggi sono numerosi: si possono notare dei soldati romani mentre rapiscono, quasi si impossessano, delle donne, che piangenti cercano di sottrarsi a ciò. Nel mezzo della confusione creata dalla scena, emerge la figura di un'anziana signora, con il volto atterrito dall'orrore della scena, che implora Romolo; a sinistra, invece, Romolo con indosso un mantello rosso si erge e osserva quanto accade, come per supervisionare.

#### Il ratto
Il tema del rapimento fu particolarmente popolare tra il XVI e il XVII secolo. Permetteva, infatti, di combinare un corpo maschile e uno femminile, quasi come fossero gruppi scultorei; ma allo stesso tempo dava la possibilità di rappresentare espressioni diverse e, soprattutto nella pittura, gli effetti del panico sulla folla. Tra gli episodi più apprezzati vi erano, oltre a quello delle Sabine, il ratto di Elena da parte di Paride, quello di Europa per mano di Zeus, di Deianira dal centauro Nesso e di Proserpina da parte di Plutone: quest'ultimo episodio già oggetto di un gruppo scultoreo di Gian Lorenzo Bernini. Poussin si è probabilmente ispirato alla scultura del Bernini per disegnare il gruppo che si vede in primo piano a sinistra, in ambedue le tele.

### Versione del Metropolitan Museum of Art
In questa versione l'architettura funge quasi da scenografia di un teatro, anacronistica per il classicismo francese a cui appartiene il gusto di Poussin. L'artista si esprime in modo "furioso" perché, secondo la sua opinione, rappresenta perfettamente le incredibili scene di guerra. La sua preoccupazione è quella di riuscire ad essere comprensibile anche da parte di coloro che non conoscono il soggetto scelto. Perciò, attribuisce una forte carica espressiva ai suoi personaggi. Le tonalità quasi violente dei rossi, dei gialli e dei blu contribuiscono a creare un'atmosfera di terrore e di sconvolgimento. Per immaginare l'opera terminata, Poussin, pittore classico colto e attento alla minuziosa costruzione delle sue composizioni, realizzò delle piccole figurine di cera, che agghindò e pose davanti ad un paesaggio (tali strumenti e tecnica sono noti come scatola prospettica).

### Versione del Louvre
Questa tela fu dipinta per il cardinale Luigi Alessandro Omodei. In seguito, entrò a far parte della collezione di Luigi XIV, per poi essere trasferita al Louvre nel 1685. Un secolo dopo, nel 1793, sarà tra le prime opere ad essere esposte al Muséum central des arts de la République, poi rinominato Museo del Louvre. Oltre alla differente raffigurazione di alcuni personaggi, rispetto alla versione dipinta tre anni prima questa presenta un'architettura decisamente più complessa.
La costruzione della scena si basa su due diagonali che si incontrano nell'arco di trionfo al centro, che costituisce il punto di fuga. Le curve e gli effetti circolari donano alla folla l'impressione del movimento.
Lo spazio centrale, con un tempio, una basilica e dei palazzi raggruppati attorno ad una ampia piazza, esemplifica il foro come concepito da Vitruvio.

## Influenza
La versione parigina fu studiata nel 1974 dal pittore peruviano Herman Braun-Vega, allora residente nella capitale francese. Difatti fu riferimento per la sua serie di venti dipinti sul Ratto delle Sabine, simbolo della violenza esercitata dai militari sui civili; nella serie si presenta una mise en abyme con delle nature morte (definite inverse), disegnate con la tecnica del trompe-l’œil, a simboleggiare gli eventi violenti della sua epoca.